# Plagiognathus lattini
Plagiognathus lattini är en insektsart som beskrevs av Schuh 2001. Plagiognathus lattini ingår i släktet Plagiognathus och familjen ängsskinnbaggar. Inga underarter finns listade i Catalogue of Life.